# Sostanza odorante
Una sostanza odorante è una sostanza chimica avente un determinato odore. Un composto chimico ha un odore quando è sufficientemente volatile da essere trasportato verso il sistema olfattivo, nella parte superiore del naso.
Generalmente, le molecole che rientrano in questa definizione hanno massa molecolare inferiore a 300. Le sostanze considerate odoranti possono essere elementi naturali, composti inorganici, ma soprattutto composti organici.
Le sostanze odoranti possono essere trovate in cibo, vino, spezie, essenze, fragranze, ecc. La differenza sostanziale fra essenza e fragranza è che la prima è di estrazione naturale e può influenzare il gusto oltre che l'olfatto, mentre la seconda è di provenienza sintetica e pensata solo come odorante. Nel 2010 l'International Fragrance Association pubblicò una lista di 3.059 sostanze chimiche rappresentanti circa il 90% della produzione mondiale di fragranze.
Le sostanze odoranti non sono da confondere con quelle odorizzanti, le quali aggiungono un odore ad altre sostanze dannose e inodori, come propano, gas naturale o idrogeno, come misura di cautela.

## Strutture chimiche

### Esteri
| Nome                                      | Odore                             | Occorrenza in natura | Struttura chimica |
| ----------------------------------------- | --------------------------------- | -------------------- | ----------------- |
| acetato di geranile                       | frutta, rose                      | Rosaceae, fiori      |                   |
| formiato di metile                        | etere dietilico                   |                      |                   |
| acetato di metile                         | dolce, smalto per unghie solvente |                      |                   |
| propionato di metile                      | dolce, frutta, rum                |                      |                   |
| butirrato di metile, butanoato di metile  | frutta, mela ananas               | Ananas comosus       |                   |
| acetato di etile                          | dolce, solvente                   | vino                 |                   |
| butirrato di etile butanoato di etile     | frutta, arancia ananas            |                      |                   |
| acetato di isoamile                       | frutta, banana pera               | Musaceae             |                   |
| butirrato di pentile butanoato di pentile | frutta, pera albicocca            |                      |                   |
| pentanoato di pentile                     | frutta, mela                      |                      |                   |
| acetato di ottile                         | frutta, arancia                   |                      |                   |
| acetato di benzile                        | frutta, fragola                   | Fragaria             |                   |
| antranilato di metile                     | frutta, uva                       |                      |                   |

### Terpeni lineari
| Sostanza                            | Odore                        | Occorrenza in natura                           | Struttura chimica |
| ----------------------------------- | ---------------------------- | ---------------------------------------------- | ----------------- |
| Myrcene                             | legno, complesso             | Verbena, Lauraceae, Myrtaceae                  |                   |
| Geraniol                            | rosa, fiori                  | Geranium, Citrus × limon                       |                   |
| nerolo                              | rosa, fiori                  | Neroli, Cymbopogon                             |                   |
| citrale, lemonale geraniale, nerale | limone                       | Backhousia citriodora, Cymbopogon              |                   |
| citronellalo                        | limone                       | Cymbopogon                                     |                   |
| citronellolo                        | limone                       | Cymbopogon, Rosaceae Pelargonium               |                   |
| linalolo                            | fiori, dolce legno, lavanda  | Coriandrum sativum, Ocimum basilicum Lavandula |                   |
| nerolidolo                          | legno, scortecciatura fresca | Neroli, Zingiber officinale Jasminum           |                   |

### Terpeni ciclici
| Nome         | Odore                              | Occorrenze in natura                            | Struttura chimica |
| ------------ | ---------------------------------- | ----------------------------------------------- | ----------------- |
| limonene     | arancia                            | Citrus × sinensis, Citrus × limon               |                   |
| canfora      | canfora                            | Cinnamomum camphora                             |                   |
| mentolo      | menta                              | Mentha                                          |                   |
| carvone      | cumino dei prati o mentastro verde | Carum carvi, Anethum graveolens, Mentha spicata |                   |
| α-terpineolo | lillà                              | Syringa, cajuput                                |                   |
| ionone       | viola, legno                       | Violaceae                                       |                   |
| tujone       | menta                              | Artemisia absinthium, Syringa, Juniperus        |                   |

### Aromatici
| Nome              | Odore                             | Occorrenze in natura                   | Struttura chimica |
| ----------------- | --------------------------------- | -------------------------------------- | ----------------- |
| benzaldeide       | mandorla                          | Prunus dulcis                          |                   |
| eugenolo          | chiodi di garofano                | Syzygium aromaticum                    |                   |
| aldeide cinnamica | cannella                          | Cinnamomum aromaticum Cinnamomum verum |                   |
| etilmaltolo       | frutta cotta zucchero caramellato |                                        |                   |
| vanillina         | vaniglia                          | Vanilla planifolia                     |                   |
| anisolo           | anice                             | Pimpinella anisum                      |                   |
| anetolo           | anice                             | Pimpinella anisum Ocimum basilicum     |                   |
| estragolo         | dragoncello                       | Artemisia dracunculus                  |                   |
| timolo            | timo                              | Thymus                                 |                   |

### Ammine
| Nome                       | Odore                 | Occorrenze in natura                                 | Struttura chimica |
| -------------------------- | --------------------- | ---------------------------------------------------- | ----------------- |
| trimetilammina             | pesce ammoniaca       |                                                      |                   |
| putresceina diamminobutano | carne in putrefazione | carne in putrefazione                                |                   |
| cadaverina                 | carne in putrefazione | carne in putrefazione                                |                   |
| piridina                   | pesce                 | Atropa belladonna                                    |                   |
| indolo                     | fecale fiori          | feci Jasminum                                        |                   |
| scatolo                    | fecale                | feci fiori d'arancio, Jasminum e Ziziphus mauritiana |                   |